# Non Pasquale
Non Pasquale è l'adattamento in inglese (ma anche con piccole parti recitate in italiano) del musical Er domPasquale di Tito Schipa Jr. portato in scena al Delacorte Theater per il New York Shakespeare Festival dell'Estate 1983 con la produzione di Joseph Papp e la regia di Wilford Leach. Questa versione si differenzia da quella italiana per un maggior numero di componenti del cast (con la creazione di nuovi ruoli) e per l'uso dell'orchestra dal vivo.

## Produzione
- Produzione: Joseph Papp
- Regia: Wilford Leach
- Arrangiamento musicale: William Elliott
- Orchestrazione aggiuntiva: Roy Moore e Electro-Live Music, LTD
- Nuovo libretto: Nancy Heikin e Anthony Giles
- Coreografie: Margo Sappington
- Scenografie: Bob Shaw e Wilford Leach
- Luci: Jennifer Tipton
- Costumi: William Elliott
- Produttore associato: Jason Steven Cohen

## Cast
- Trumpet: Joe Grifasi
- Malatesta: Joe Masiell
- Don Pasquale: Ron Leibman
- Piccola, la domestica di Pasquale: Maureen Sadusk
- Ernesto, il nipote di Pasquale: Kipp Tozzi
- Norina: Priscilla Lopez
- Nina, sorella di Norina: Carol Dennis
- Pinta, sorella di Norina: Susan Goodman
- Santa Maria, sorella di Norina: Marcie Shaw
- Servitore di Pasquale: Joe Pichette
- Cugino Alfredo: James Rich
- Cugino Cesario, mercante d'armi: Ernesto Gasco
- Servitù di Pasquale, parenti di Norina e cittadini: Kevin Berdini, Joice Leigh Bowden, Christopher d'Amboise, Carol Dennis, Bruce Falco, Ernesto Gasco, Susan Goodman, N.A. Klein, Paul Nunes, Kathy Robinson, David Sanders, Alain Sener, Charlie Serrano, Marcie Shaw, Lauren Tom, Michael Willson.

## Orchestra
- William Elliott: direttore d'orchestra
- Vincent Fanuele: assistente direttore e conduttore associato
- Martin Grupp: orchestra Manager
- Amy Berger: arpa
- Neil Capolongo: batteria elettro-acustica
- John Caruso: basso
- Richard Cohen: clarinetto, flauto, sassofono
- Carolyn Dutton: violino
- Laurie Frink: tromba
- Janet Glazener: tastiere
- Robby Kirshoff: chitarra, mandolino
- George Maniere: tromba
- Katherine Mueller: flauto, ottavino
- Bill Ruyle: percussioni
- Marc Shaiman: tastiere
- Vinnie Zummo: chitarra, mandolino